# L'uomo perfetto
Pour plus de détails, voir Fiche technique et Distribution.
L'uomo perfetto est un film italien réalisé par Luca Lucini, sorti en 2005, avec Francesca Inaudi, Riccardo Scamarcio, Gabriella Pession et Giampaolo Morelli dans les rôles principaux. Il s'agit d'un remake de la comédie espagnole Cha-cha-chà (es) d'Antonio del Real (es).

## Synopsis
Lucia (Francesca Inaudi) est amoureuse de Paolo (Giampaolo Morelli), qui s'apprête à épouser Maria (Gabriella Pession). Pour l'en dissuader, elle embauche un acteur au chômage, Antonio (Riccardo Scamarcio), afin d'en faire un homme parfait qui parviendrait à conquérir Maria, ramenant Paolo vers elle. Après avoir orchestré une série de rencontres entre Antonio et Maria, et après divers malentendus, Lucia se découvre des sentiments pour Antonio.

## Fiche technique
- Titre : L'uomo perfetto
- Titre original : L'uomo perfetto
- Réalisation : Luca Lucini
- Scénario : Lucia Moisio et Marco Ponti (it), d'après la comédie Cha-cha-chà (es)
- Photographie : Manfredo Archinto
- Montage : Fabrizio Rossetti
- Musique : David Rhodes
- Décors : Mirko Sala
- Producteur : Riccardo Tozzi (it), Marco Chimenz et Giovanni Stabilini
- Société de production : Cattleya
- Pays d'origine :  Italie
- Langue : Italien
- Format : Couleur
- Genre : Comédie romantique
- Durée : 95 minutes
- Dates de sortie :
  - Italie : 29 avril 2005

## Distribution
- Francesca Inaudi : Lucia
- Riccardo Scamarcio : Antonio
- Gabriella Pession : Maria
- Giampaolo Morelli : Paolo
- Maria Chiara Augenti (it) : Ginevra
- Giuseppe Battiston : Simone
- Giampiero Judica : Gustavo
- Paolo Pierobon (it) : Gianni

## Autour du film
- Il s'agit d'un remake de la comédie espagnole Cha-cha-chà (es) réalisé par Antonio del Real (es) en 1998, avec Eduardo Noriega, María Adánez, Ana Álvarez et Jorge Sanz.

## Prix et distinctions
- Nomination au Ruban d'argent du meilleur sujet en 2006 pour Lucia Moisio et Marco Ponti (it).
- Nomination au Ruban d'argent du meilleur acteur dans un second rôle en 2006 pour Riccardo Scamarcio.